# Јулија Билијарт
Света Јулија Билијарт (12. јул 1751 - 8. април 1816) била је оснивачица црквеног реда сестара Нотр Дама де Намир.

## Биографија
Јулија Билијарт рођена је 12. јула 1751. године у Кивији у Француској у сиромашној породици. У двадесет и другој години одузеле су јој се обе ноге. Од тада се бавила подучавањем деце хришћанству. Када је 1789. године избила Француска револуција, Јулија је морала да бежи из града. Пружала је уточиште свештеницима који су одбијали прихватити ново стање у Француској. Током Јакобинске диктатуре била је заробљена заједно са својом породицом. Међутим, захваљујући виконтеси из Амјена, успела се ослободити. Године 1801. Јулија упознаје исусовца Варина који постаје њен духовни отац. Дана 1. јуна 1804. Јулија је чудесно оздравила од парализе. Већ 15. октобра 1804. године Јулија са још неколико других жена полаже заклетву и утемељује нов ред. Са својим сестрама 1806. године одлази у Намир где наставља са радом. Умрла је 8. априла 1816. године. Папа Пије Χ беатификовао ју је 1806. године, а папа Павле VΙ ју је канонизовао 1969. године. 